# Сусек
Сусек (серб. Сусек) — село в Сербії, належить до общини Беочин Південно-Бацького округу в багатоетнічному, автономному краю Воєводина.

## Населення
Населення села становить 1148 осіб (2002, перепис), з них:
- серби — 1052 — 92,93%;
- роми — 28 — 2,47%;

Решту жителів  — з десяток різних етносів, зокрема: хорвати, албанці, словаки і кілька русинів-українців.